# Paraworld
Paraworld è un videogioco di strategia in tempo reale pubblicato il 25 settembre 2006. È stato sviluppato dalla compagnia tedesca SEK con sede a Berlino. Il gioco presenta più di 50 animali preistorici, specialmente dinosauri e mammiferi del Pleistocene.

## Trama
XIX secolo. Il protagonista di quest'avventura è un team composto da tre giovani e brillanti scienziati: il geologo testa calda Anthony Cole, la biologa naturalista Stina Holmund, e il timido ma intelligentissimo Bèla Andràs Benedek. Essi scoprono l'esistenza di una dimensione parallela alla loro, seguendo le ricerche del geniale matematico Jervis Babbit.
Attraverso alcuni specifici portali, i tre giungono in questa dimensione parallela: un mondo preistorico in cui tribù di uomini selvaggi vivono assieme ai dinosauri, estinti da tempo sulla Terra.
I tre finiscono però vittime di Babbit: l'uomo in passato aveva fondato la SEAS, una società segreta per la ricerca di dimensioni parallele. I suoi studi l'avevano condotto alla scoperta di questo mondo parallelo, ma le sue intenzioni erano tutt'altro che filantropiche: le sue losche mire erano legate alle differenti leggi fisiche che governano quel mondo, che, tra l’altro, causano l’assenza dell’invecchiamento. La scoperta venne tenuta segreta, finché i tre giovani scienziati non erano venuti anche loro a conoscenza di quel mondo.
Babbit perciò li ha condotti con l’inganno in quel mondo selvaggio, per poi abbandonarli ad un destino di morte. I tre giovani però non demordono, sfruttano il loro ingegno e si uniscono alle tre tribù principali che si danno battaglia per il controllo delle risorse e dei territori; da qui il gioco si segue lo sviluppo delle vicende fino a un'epica conclusione durante la quale una etnia prevarrà sulle altre, scoprendo infine la sorte che attende il gruppo di studiosi.

## Modalità di gioco
Nel corso del videogioco, occorre raccogliere cibo, legna, pietra; c'è ovviamente necessità di costruire diversi edifici per poter creare unità e potenziare armamenti. Sono presenti anche dei "teschi", utili a fornire alcuni potenziamenti. Si controllano anche gli eroi, personaggi muniti di abilità speciali, in grado, grazie alle uccisioni di salire di grado. Salendo di grado questi personaggi diventeranno più forti e acquisiranno automaticamente nuove e speciali abilità.
Caratteristica principale di questo strategico è la possibilità, per entrambe le fazioni, di schierare vari tipi di dinosauri addomesticati per la guerra, tra cui uno di tipo "Titano", dotato di potenziali belliche superiori e unico per ogni fazione.

## Tribù
- Norsemen: simili ai Vichinghi, i Norsemen sono guerrieri molto robusti. Sono in grado di costruire diversi edifici, e, ancor più importante, fortificazioni difensive. Inoltre, nei combattimenti ravvicinati dispongono di diverse unità molto efficienti.
- Dustrider: simili ai berberi, i Dustrider sono nomadi, vivono nel deserto, alcuni dei loro edifici sono delle vere e proprie unità mobili. Rappresentano la più flessibile tra le tribù.
- Clan del Drago: ispirato alle popolazioni dell'Asia orientale è, con l'esclusione dei SEAS, la tribù tecnologicamente più avanzata, specializzata nella costruzioni di trappole e unità meccaniche.
- SEAS: è l'abbreviazione di Società delle Scienze Alternative Esatte. In ParaWorld non erano giocabili, finché non venne creato il SEASMOD:[2] tale modalità renge i Seas giocabili consentendo di usarli in modalità MultiGiocatore, Schermaglia, e anche a giocatore singolo.